# Ozhukarai
Ozhukarai è una suddivisione dell'India, classificata come municipality, di 217.623 abitanti, situata nel distretto di Pondicherry, nello territorio federato di Pondicherry. In base al numero di abitanti la città rientra nella classe I (da 100.000 persone in su).

## Geografia fisica
La città è situata a 11° 57' 57 N e 79° 46' 35 E.

## Società

### Evoluzione demografica
Al censimento del 2001 la popolazione di Ozhukarai assommava a 217.623 persone, delle quali 110.038 maschi e 107.585 femmine. I bambini di età inferiore o uguale ai sei anni assommavano a 23.840, dei quali 12.368 maschi e 11.472 femmine. Infine, coloro che erano in grado di saper almeno leggere e scrivere erano 167.241, dei quali 90.805 maschi e 76.436 femmine.